# Imperium Dekadenz
Imperium Dekadenz est un groupe allemand de metal extrême, originaire de la Forêt-Noire.

## Nom
Le nom du groupe est né sous l'influence du film Caligula de Tinto Brass. Les membres étaient fascinés par la violence et la décadence représentées dans le film ainsi que par la fierté de l'Empire romain. Tout cela devait se refléter dans le nom Imperium Dekadenz.
Pascal « Vespasian » Vannier prend le nom de Vespasien, le premier empereur romain de la dynastie des Flaviens. Ce qui l'a impressionné chez ce personnage historique, c'est son caractère calme et ouvert sur le monde, qui contraste avec celui de ses prédécesseurs. Christian « Horace » Jacob prend le nom du grand poète romain Horace. Il avait été impressionné par la maxime « Nous ne sommes qu'ombre et poussière ». Le personnage historique d'Horace incarne pour lui la véracité.

## Histoire

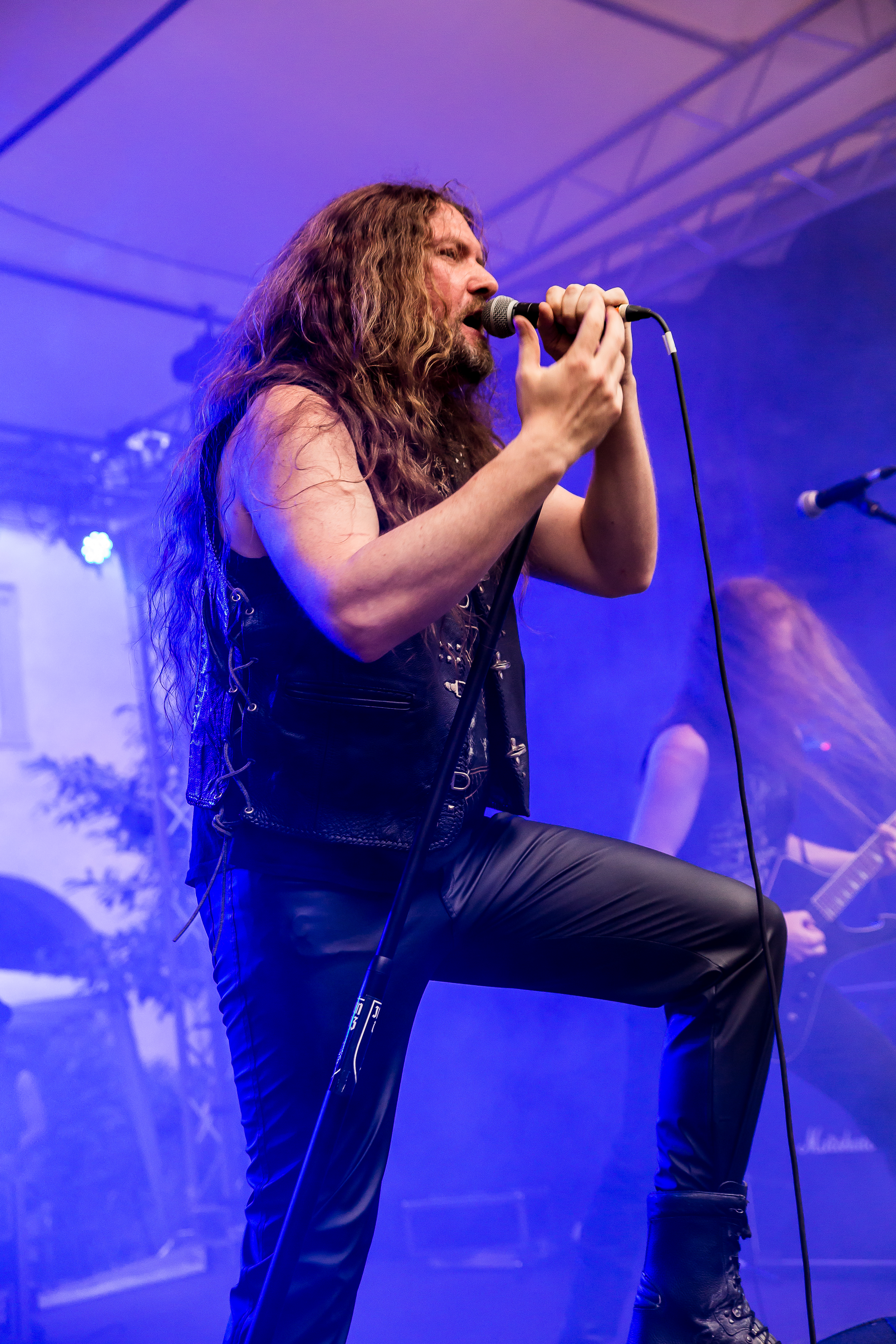
Le chanteur Horaz au Skaldenfest 2018.

Vespasian et Horaz se sont rencontrés en 2004, lorsque Vespasian cherchait un moyen de transport pour aller au Wacken et qu'Horaz lui a offert une place dans sa voiture. Pendant le trajet en voiture, Horaz a fait écouter à Vespasian sa bande démo Axt et l'idée de faire de la musique ensemble a germé. En hiver 2004, ils enregistrent ensemble leur première œuvre Promo et l'envoient à différents labels. Perverted Taste leur propose alors un contrat d'enregistrement. En 2006, ils publient leur premier album ...und die Welt war kalt und leerd sur le label. En 2007, l'album Dämmerung der Szenarien suit.
Lors des concerts, les deux membres fondateurs sont rejoints depuis 2008 par les trois membres de Vargsheim. En plus de leurs tournées en tête d'affiche, le groupe est régulièrement invité à de grands festivals comme le Wacken Open Air, le Ragnarök Festival, le Party.San Open Air, le Summer Breeze Open Air et le Metalcamp.
En 2010, le groupe se distancie expressément de son ancien label Perverted Taste, après que celui-ci ait inclus dans son offre de distribution de plus en plus de groupes aux idées d'extrême droite. Horace déclare dans ce contexte que les mensonges de ces gens le « dégoûtaient énormément » et que la politique n'avait rien à faire dans l'art. La même année, ils sortent l'album Procella Vadens (latin, « marcheur dans la tempête ») sur le label français Season of Mist.
Dans l'album-concept Meadows of Nostalgia, sorti en 2013, le groupe aborde de manière lyrique sa région natale, la Forêt-Noire. En 2015, le groupe fait l'objet d'un portrait dans le cadre de la série de reportages Kulturlandschaften de la chaîne de télévision 3sat. L'émission, présentée par Wladimir Kaminer, est diffusée pour la première fois le 24 août 2015. En 2016, l'album Dis Manibvs (latin : « l'esprit des morts », formule figurant sur les pierres tombales antiques) sort. L'album a pour thème « Apprendre à vivre et à mourir ». En août 2018, le groupe signe un contrat d'enregistrement international avec Napalm Records. Le nouvel album When We Are Forgotten sort le 30 août 2019.

## Style musical et thèmes
Le groupe décrit lui-même son style musical comme « puissante, glaciale et organique ». Ils s'inspirent principalement de groupes scandinaves comme Burzum, Shining et Darkthrone. Mais le groupe Dead Can Dance a également une grande influence sur l'atmosphère de leur musique.
Le groupe Imperium Dekadenz ne s'est jamais fixé dans la langue de ses textes. Ainsi, dans l'album Procella Vadens, il utilise l'allemand, l'anglais, le français et le latin. Dans ses textes, le groupe traite entre autres d'événements historiques de l'Empire romain, comme par exemple l'ascension et la chute de Pompéi dans la chanson Volcano.

## Discographie

### Albums studio
- 2006 : …und die Welt ward kalt und leer (album, CD, Perverted Taste ; vinyle, Funeral Industries)
- 2007 : Dämmerung der Szenarien (album, CD, Perverted Taste ; vinyle, Funeral Industries)
- 2010 : Procella Vadens (album, CD, Season of Mist ; 2xLP, Supreme Chaos Records)
- 2011 : Imperium Dekadenz / Vargsheim (split-EP avec Vargsheim, CD, Düsterwald Produktionen)
- 2013 : Meadows of Nostalgia (album, CD/vinyle, Season of Mist)
- 2016 : Dis Manibvs (album, CD/CD+DVD/double vinyle/cassette audio, Season of Mist)
- 2019 : When We Are Forgotten (album, CD/2xCD/double vinyle, Napalm Records ; 72e des charts allemands[12])
- 2023 : Into Sorrow Evermore (album, CD/LP, Napalm Records ; 31e des charts allemands[12])

### Clips
- 2019 : Bis ich bin
- 2019 : Absenz Elysium
- 2022 : Memories... A Raging River (réalisation : Oliver König)
- 2022 : November Monument (réalisation : Oliver König)